# Ilha Lou
Lou é uma ilha que pertence ao grupo das Ilhas do Almirantado, na Papua-Nova Guiné. Fica a sul de Manus no mar de Bismarck. Administrativamente faz parte do Distrito de Manus na Província de Manus e da Região das Ilhas.